# Diocesi di Suas
La diocesi di Suas (in latino Dioecesis Suensis) è una sede soppressa e sede titolare della Chiesa cattolica.

## Storia
Suas, identificabile con le rovine di Chaouach (governatorato di Béja) nell'odierna Tunisia, è un'antica sede episcopale della provincia romana dell'Africa Proconsolare, suffraganea dell'arcidiocesi di Cartagine.
Di questa antica sede episcopale è noto un solo vescovo, Massimo, che prese parte al concilio africano antimonotelita del 646.
Dal 1933 Suas è annoverata tra le sedi vescovili titolari della Chiesa cattolica; dal 28 giugno 2008 il vescovo titolare è Józef Wróbel, S.C.I., vescovo ausiliare di Lublino.

## Cronotassi

### Vescovi
- Massimo † (menzionato nel 646)

### Vescovi titolari
- Giovanni Gravelli † (24 dicembre 1967 - 11 dicembre 1981 deceduto)
- Jean-Claude Turcotte † (14 aprile 1982 - 17 marzo 1990 nominato arcivescovo di Montréal)
- François Gourguillon † (19 novembre 1991 - 23 novembre 2007 deceduto)
- Józef Wróbel, S.C.I., dal 28 giugno 2008